# Algonquin jezik
Algonquin jezik (algonkin; ISO 639-3: alq), jezik Algonquin Indijanaca kojim govori oko 2 430 ljudi od 5 000 etničkih (1987 SIL) na jugozapadu kanadske provincije Quebec.
Pripada istoimenoj jezičnoj porodici koja po njemu dobiva ime Ialgonquian). Postoji nekoliko dijalekata kojima govore ili su se služile različite algonquinske plemenske skupine. Pismo: latinica.

## Vanjske poveznice
- Ethnologue (14th)
- Ethnologue (15th)